# Robert Walden
Robert Walden, nato Robert Wolkowitz (New York, 25 settembre 1943), è un attore statunitense.

## Filmografia parziale

### Cinema
- Piccioni (The Sidelong Glances of a Pigeon Kicker), regia di John Dexter (1970)
- Il clan dei Barker (Bloody Mama), regia di Roger Corman (1970)
- Un provinciale a New York (The Out-of-Towners), regia di Arthur Hiller (1970)
- Anche i dottori ce l'hanno (The Hospital), regia di Arthur Hiller (1971)
- Tutto quello che avreste voluto sapere sul sesso* *ma non avete mai osato chiedere (Everything You Always Wanted to Know About Sex* *but Were Afraid to Ask)), regia di Woody Allen (1972)
- La notte del furore (Rage), regia di George C. Scott (1972)
- Our Time, regia di Peter Hyams (1974)
- Tutti gli uomini del presidente (All the President's Men), regia di Alan J. Pakula (1976)
- Audrey Rose, regia di Robert Wise (1977)
- La sindrome del terrore, regia di Jeff Lieberman (1977)
- Capricorn One, regia di Peter Hyams (1978)
- Benvenuti a Radioland (Radioland Murders), regia di Mel Smith (1994)
- Tuono nel deserto (Desert Thunder), regia di Jim Wynorski (1999)
- Il bacio di uno sconosciuto (Kiss of a Stranger), regia di Sam Irvin (1999)
- The Fluffer, regia di Richard Glatzer (2001)

### Televisione
- I nuovi medici (The Bold Ones: The New Doctors) - serie TV, 15 episodi (1972-1973)
- Colombo (Columbo) - serie TV, episodio 3x02 (1973)
- Lou Grant - serie TV, 114 episodi (1977-1982)
- La signora in giallo (Murder, She Wrote) - serie TV, episodio 2x03 (1985)
- Brothers - serie TV, 115 episodi (1984-1989)
- West Wing - Tutti gli uomini del Presidente (The West Wing) - serie TV, episodio 2x21 (2001)
- Law & Order - Unità vittime speciali (Law & Order: Special Victims Unit) - serie TV, episodio 7x01 (2005)
- Happily Divorced - sitcom TV, 34 episodi (2011-2013)

## Doppiatori italiani
- Manlio De Angelis in Tutti gli uomini del presidente, Capricorn One
- Renato Cortesi in Audrey Rose